# Giuseppe Balista
Giuseppe Balista (Gries, 29 agosto 1901 – 2 luglio 1977) è stato un politico italiano, primo presidente della Provincia autonoma di Trento dal 1948 al 1952.

## Biografia
Avvocato, membro del Consiglio della Provincia autonoma di Trento nella I legislatura (13 dicembre 1948 - 12 dicembre 1952) il 19 dicembre 1948 è stato eletto presidente della giunta dal consiglio stesso. Ricopre l'incarico per due mandati consecutivi, il primo dal 1948 al 1951, il secondo dal 1951 al 1952.